# NGC 93
NGC 93 je galaksija u zviježđu Andromeda.

## Vanjske poveznice
- SEDS: NGC 0093